# Juiverie

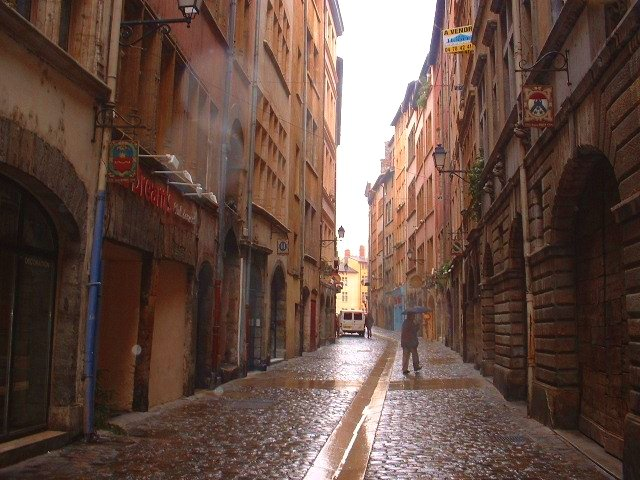
Rue Juiverie, quartier juif de Lyon jusqu'en 1379.

Une juiverie est, au Moyen Âge, un quartier habité par les Juifs ; il ne s'agit pas nécessairement d'un ghetto ou d'un cancel, car ces derniers supposent l'obligation de résidence là où la juiverie évoque simplement une présence juive, pas nécessairement contrainte. Au fil du temps, le sens de ghetto s'est élargi, ce mot servant à désigner tout enfermement, de quelque type que ce soit, mettant à part un groupe humain.
Le mot cancel, très rarement utilisé, désigne plutôt l'ancien quartier juif de Genève, en Suisse, au cours du Moyen Âge.

## Moyen Âge

### En France
| \| Alençon · Alet-les-Bains · Apt · Avignon · Bagnols-sur-Cèze · Beaupréau · Bernis (Gard) · Béziers · Bué · Cangey · Carpentras · La Celle-Guenand · Chalabre (impasse) · Châlons-en-Champagne · Chambéry · Changé · Châteauneuf-de-Gadagne · Châteauneuf-du-Rhône · Châtillon-sur-Seine · Courgains · Crémieu · Dieulefit · Digne-les-Bains · Donzère · Draguignan · Épernay · Étampes · Fanjeaux · La Flèche · Fontenay (Eure) · Fréjus · Grazay · Guérande · La Haie-Fouassière · L'Isle-sur-la-Sorgue · Istres · Le Croisic · Lignières-la-Carelle · Lignol-Le-Château · Lorgues · Lourmarin · Lyon · Malaucène · Le Mans · Marigny-le-Châtel · Marvejols · Le Mesnil-Aubert · Merlieux-et-Fouquerolles · Montaigu (Vendée) · Montélimar · Montmirail (Marne) · Mortagne-sur-Sèvre · Nantes · Nice : Carriera de la Judaria · Niort · Nyons · Parthenay · Pélissanne · Pernes-les-Fontaines · La Perrière (Orne) · Peyruis · Pézenas · Pignans · Le Pin-en-Mauges · Pontlevoy · Le Puy-en-Velay · Richebourg · Riez · Robion · Saint-Fulgent-des-Ormes · Saint-Georges-du-Bois (Maine-et-Loire) · Saint-Gilles (Gard) · Saint-Herblain · Saint-Paul-Trois-Châteaux · Sancerre · Sens · Sézanne · Valence · Valensole · Vallon-sur-Gée · Vienne (Isère) · Viens · Villeneuve-en-Perseigne · Vitry-en-Perthois · Agen · Aix-en-Provence (rue du puits juif) · Argentan · Argoules · Armaucourt · Arnaville · Arquèves · Argentan · Arnaville · Aubencheul-aux-Bois · Augny · Aumale · Aups · Authumes · Autrécourt-sur-Aire · Bacqueville-en-Caux · Ballots · Barembach · Baigneux-les-Juifs · Baugé · Baume-les-Dames · Bavay · Bazoches-sur-Vesles · Behonne · Beaufort-en-Vallée · Bellegarde (Loiret · Bergheim · Berlaimont · Bermonville · Bernaville · Billy-sous-Mangiennes · Blevaincourt · Blois · Bogny-sur-Meuse · Boisbergues · Boncourt-sur-Meuse · Boulay-Moselle · Bourges · Bouxwiller (Bas-Rhin) · Boncourt-sur-Meuse · Boulay-Moselle · Bourges · Bouxwiller (Bas-Rhin) · Brezolles · Brie-Comte-Robert · Brognon (Ardennes) · Brumath · Bruyères-le-Châtel · Bruys · Buchy (Seine-Maritime) · Bué · Bugnicourt · Buis-les-Baronnies · Buxy · Caen · Cambrai · La Carneille · Castilly (Hamel aux Juifs) · Cerisy-la-Salle · Chablis (Yonne) · Chaillon · Châlons-en-Champagne · La Chapelle-Gaceline · Charny (Côte-d'Or) · Charny-sur-Meuse · Chartres · Chaumont-Porcien · Chéhéry · Chevillon (Haute-Marne) · Chuisnes · Cires-lès-Mello · Clermont-Ferrand · Commercy · Corny-Machéroménil · Coullemont · Courtenay (Loiret) · Cousolre · Crasville · Darnétal · Daubeuf-la-Campagne · Dominois · Dompierre-sur-Helpe · Douai · Drachenbronn-Birlenbach · Dury (Somme) · Écardenville-la-Campagne · Échenoz-la-Méline · Épernon · Escarmain · Esquéhéries · Estrun · Étréaupont · Étrepy · Fenétrange · Ferreux-Quincey · Flavy-le-Martel · Florent-en-Argonne · La Folie · Fontaine-Guérin · Foucaucourt-sur-Thabas · Fraillicourt · Francourville · Fresnois-la-Montagne · Froeningen · Gaillefontaine · Gamaches-en-Vexin · Gauville (Somme) · Gennes (Maine-et-Loire) · Gerstheim · Gespunsart · Giverny · Gondrecourt-le-Château · Gonnelieu · Gorron · Gourdon (Lot) · Les Grandes-Ventes · Granville · Gray · Hagenbach · Hannogne-Saint-Rémy · Haute-Amance · Hautmont · Havrincourt · Hohengoeft · Honnecourt-sur-Escaut · Huppy · Ingersheim · Jeanménil · Joigny · Joigny-sur-Meuse · Kingersheim · Krautergersheim · Laferté-sur-Aube · Lagnieu · Joigny · Joigny-sur-Meuse · Kingersheim · Krautergersheim · Laferté-sur-Aube · Lafresguimont-Saint-Martin · Lagnieu · Lametz · Landifay-et-Bertaignemont · Landouzy-la-Ville · Laperrière-sur-Saône · Lays-sur-le-Doubs · Ligny-le-Châtel · Lingolsheim · Livry-sur-Seine · Longueville (Calvados) · Loye-sur-Arnon · Marigny-le-Châtel · Maroilles (Nord) · Marolles-sous-Lignières · Matougues · Maulévrier · Mécrun · Méré (Yonne) · Merlieux-et-Fouquerolles · Mervent · Mézangers · Mignères · Mignières · Milly-la-Forêt · Mommenheim · Mons (Charente) (Prairie des Juifs) · Montcenis · Montebourg · Montgenost · Monthermé · Montmartin-sur-Mer · Montmorency-Beaufort · Montreuil (Pas-de-Calais) · Montreuil-l'Argillé · Moyen · Mulhouse · Mutzig · Mussy-sur-Seine · Nettancourt · Neuillé-Pont-Pierre · La Neuville-à-Maire · La Neuville-au-Pont · Niedermodern · Niedervisse · Nogent-le-Roi (rue du pont aux Juifs) · Norrey-en-Auge · Noyal-Muzillac · Nyoiseau · Obernai · Ollé · Orléans · Pagny-la-Ville · Palinges · Péronne · Péroy-les-Gombries · Pertuis (Vaucluse) · Pierregot · Pipriac (la Noë aux Juifs) · Piseux (la Noé juive) · Pissotte · Plainfaing · Plomion · Poix-du-Nord · Pompierre-sur-Doubs · Pourcy · Préaux · Prisces · Provins · Quiévy · Quincampoix · Regnauville · Reguisheim · Reichshoffen · Remilly-sur-Lozon · Résigny · Ribeauvillé · Richwiller · Riquewihr · Rothonay · Rouen · Rougemont (Côte-d'Or) · Rougemont (Doubs) · Rue (Somme) · Rumaucourt · Ry · Sablé-sur-Sarthe · Sains-Richaumont · Saint-Alexandre (Gard) (Pas des Juifs) · Saint-Blimont · Saint-Denis-d'Anjou · Saint-Denis-de-l'Hôtel · Saint-Dié-des-Vosges · Saint-Florentin (Yonne) · Saint-Genix-sur-Guiers · Saint-Gondon · Saint-Lambert-des-Levées (rue juive) · Saint-Laurent-Nouan · Saint-Martin-d'Ablois · Saint-Maurice-sur-Aveyron · Saint-Nicolas-de-Port · Saint-Pierre-de-Bailleul · Saint-Pierre-Tarentaine · Saint-Rémy (Côte-d'Or) · Saint-Souplet · Sainte-Marguerite-sur-Mer · Sarre-Union · Sarrey · Schalbach · Schirrhoffen · Schweighouse-sur-Moder · Schwenheim · Senaide · Senonches · Seppois-le-Bas · Sommevoire · Soppe-le-Bas · Soufflenheim · Senaide · Seppois-le-Bas · Sommevoire · Soppe-le-Bas · Soufflenheim · Souvigny · Strasbourg · Suèvres · Tarascon · Théméricourt · Thenelles · Thezey-Saint-Martin · Thièvres (Pas-de-Calais) · Le Titre · Trannes · Trois-Fontaines-l'Abbaye · Tronville · Valmy · Varennes-en-Argonne · Vaudrey · Vauvert · Vaux-lès-Rubigny · Vecqueville · Velet · Vertrieu · Vertus · Villebon (Eure-et-Loir) · Villenave d'Ornon (Île des Juifs) · Villers-lès-Mangiennes · Villers-l'Hôpital · Villiers-Fossard · Vironchaux · Vittonville · Volmunster · Le Vrétot · Walschbronn · Westhoffen · Wissembourg · Bellegarde (Loiret) · Bourges · Grussenheim · Ingwiller · Lurcy · Méré (Yonne) · Pont-de-Veyle · La Réole · Rouffach · Schwindratzheim · Vaudelnay · Bazouges-sur-le-Loir · Bonnefontaine · Chaudenay · Faugères · Les Rosiers-sur-Loire · Saumur · Bar-le-Duc (rue du cimetière israélite) · Bordeaux (rue judaïque) · La Canourgue (Montjézieu) · Cavaillon (rue hébraïque) · Clermont-Ferrand (rue Fontgiève) · Courtemaux (la Mort aux Juifs) · Conteville (Eure) (la Judée) · Équeurdreville-Hainneville (la Judée) · Fermanville (la Judée) · Le Guislain (la Judée) · Lavaur (rue Joux-Aygues) · Marseille (traverse du cimetière des Juifs) · Metz (En Jurue) · Périgueux (rue judaïque) · Planquery (la Judée) · Remiremont (chemin des Israélites) · Rions (rue judaïque) · Toulouse (rue Joutx-Aigues) \| indique l'utilisation du terme juif · indique l'utilisation des termes rue juive · indique l'utilisation du terme juiverie · indique l'utilisation d'un autre terme désignant les Juifs |
| Alençon · Alet-les-Bains · Apt · Avignon · Bagnols-sur-Cèze · Beaupréau · Bernis (Gard) · Béziers · Bué · Cangey · Carpentras · La Celle-Guenand · Chalabre (impasse) · Châlons-en-Champagne · Chambéry · Changé · Châteauneuf-de-Gadagne · Châteauneuf-du-Rhône · Châtillon-sur-Seine · Courgains · Crémieu · Dieulefit · Digne-les-Bains · Donzère · Draguignan · Épernay · Étampes · Fanjeaux · La Flèche · Fontenay (Eure) · Fréjus · Grazay · Guérande · La Haie-Fouassière · L'Isle-sur-la-Sorgue · Istres · Le Croisic · Lignières-la-Carelle · Lignol-Le-Château · Lorgues · Lourmarin · Lyon · Malaucène · Le Mans · Marigny-le-Châtel · Marvejols · Le Mesnil-Aubert · Merlieux-et-Fouquerolles · Montaigu (Vendée) · Montélimar · Montmirail (Marne) · Mortagne-sur-Sèvre · Nantes · Nice : Carriera de la Judaria · Niort · Nyons · Parthenay · Pélissanne · Pernes-les-Fontaines · La Perrière (Orne) · Peyruis · Pézenas · Pignans · Le Pin-en-Mauges · Pontlevoy · Le Puy-en-Velay · Richebourg · Riez · Robion · Saint-Fulgent-des-Ormes · Saint-Georges-du-Bois (Maine-et-Loire) · Saint-Gilles (Gard) · Saint-Herblain · Saint-Paul-Trois-Châteaux · Sancerre · Sens · Sézanne · Valence · Valensole · Vallon-sur-Gée · Vienne (Isère) · Viens · Villeneuve-en-Perseigne · Vitry-en-Perthois · Agen · Aix-en-Provence (rue du puits juif) · Argentan · Argoules · Armaucourt · Arnaville · Arquèves · Argentan · Arnaville · Aubencheul-aux-Bois · Augny · Aumale · Aups · Authumes · Autrécourt-sur-Aire · Bacqueville-en-Caux · Ballots · Barembach · Baigneux-les-Juifs · Baugé · Baume-les-Dames · Bavay · Bazoches-sur-Vesles · Behonne · Beaufort-en-Vallée · Bellegarde (Loiret · Bergheim · Berlaimont · Bermonville · Bernaville · Billy-sous-Mangiennes · Blevaincourt · Blois · Bogny-sur-Meuse · Boisbergues · Boncourt-sur-Meuse · Boulay-Moselle · Bourges · Bouxwiller (Bas-Rhin) · Boncourt-sur-Meuse · Boulay-Moselle · Bourges · Bouxwiller (Bas-Rhin) · Brezolles · Brie-Comte-Robert · Brognon (Ardennes) · Brumath · Bruyères-le-Châtel · Bruys · Buchy (Seine-Maritime) · Bué · Bugnicourt · Buis-les-Baronnies · Buxy · Caen · Cambrai · La Carneille · Castilly (Hamel aux Juifs) · Cerisy-la-Salle · Chablis (Yonne) · Chaillon · Châlons-en-Champagne · La Chapelle-Gaceline · Charny (Côte-d'Or) · Charny-sur-Meuse · Chartres · Chaumont-Porcien · Chéhéry · Chevillon (Haute-Marne) · Chuisnes · Cires-lès-Mello · Clermont-Ferrand · Commercy · Corny-Machéroménil · Coullemont · Courtenay (Loiret) · Cousolre · Crasville · Darnétal · Daubeuf-la-Campagne · Dominois · Dompierre-sur-Helpe · Douai · Drachenbronn-Birlenbach · Dury (Somme) · Écardenville-la-Campagne · Échenoz-la-Méline · Épernon · Escarmain · Esquéhéries · Estrun · Étréaupont · Étrepy · Fenétrange · Ferreux-Quincey · Flavy-le-Martel · Florent-en-Argonne · La Folie · Fontaine-Guérin · Foucaucourt-sur-Thabas · Fraillicourt · Francourville · Fresnois-la-Montagne · Froeningen · Gaillefontaine · Gamaches-en-Vexin · Gauville (Somme) · Gennes (Maine-et-Loire) · Gerstheim · Gespunsart · Giverny · Gondrecourt-le-Château · Gonnelieu · Gorron · Gourdon (Lot) · Les Grandes-Ventes · Granville · Gray · Hagenbach · Hannogne-Saint-Rémy · Haute-Amance · Hautmont · Havrincourt · Hohengoeft · Honnecourt-sur-Escaut · Huppy · Ingersheim · Jeanménil · Joigny · Joigny-sur-Meuse · Kingersheim · Krautergersheim · Laferté-sur-Aube · Lagnieu · Joigny · Joigny-sur-Meuse · Kingersheim · Krautergersheim · Laferté-sur-Aube · Lafresguimont-Saint-Martin · Lagnieu · Lametz · Landifay-et-Bertaignemont · Landouzy-la-Ville · Laperrière-sur-Saône · Lays-sur-le-Doubs · Ligny-le-Châtel · Lingolsheim · Livry-sur-Seine · Longueville (Calvados) · Loye-sur-Arnon · Marigny-le-Châtel · Maroilles (Nord) · Marolles-sous-Lignières · Matougues · Maulévrier · Mécrun · Méré (Yonne) · Merlieux-et-Fouquerolles · Mervent · Mézangers · Mignères · Mignières · Milly-la-Forêt · Mommenheim · Mons (Charente) (Prairie des Juifs) · Montcenis · Montebourg · Montgenost · Monthermé · Montmartin-sur-Mer · Montmorency-Beaufort · Montreuil (Pas-de-Calais) · Montreuil-l'Argillé · Moyen · Mulhouse · Mutzig · Mussy-sur-Seine · Nettancourt · Neuillé-Pont-Pierre · La Neuville-à-Maire · La Neuville-au-Pont · Niedermodern · Niedervisse · Nogent-le-Roi (rue du pont aux Juifs) · Norrey-en-Auge · Noyal-Muzillac · Nyoiseau · Obernai · Ollé · Orléans · Pagny-la-Ville · Palinges · Péronne · Péroy-les-Gombries · Pertuis (Vaucluse) · Pierregot · Pipriac (la Noë aux Juifs) · Piseux (la Noé juive) · Pissotte · Plainfaing · Plomion · Poix-du-Nord · Pompierre-sur-Doubs · Pourcy · Préaux · Prisces · Provins · Quiévy · Quincampoix · Regnauville · Reguisheim · Reichshoffen · Remilly-sur-Lozon · Résigny · Ribeauvillé · Richwiller · Riquewihr · Rothonay · Rouen · Rougemont (Côte-d'Or) · Rougemont (Doubs) · Rue (Somme) · Rumaucourt · Ry · Sablé-sur-Sarthe · Sains-Richaumont · Saint-Alexandre (Gard) (Pas des Juifs) · Saint-Blimont · Saint-Denis-d'Anjou · Saint-Denis-de-l'Hôtel · Saint-Dié-des-Vosges · Saint-Florentin (Yonne) · Saint-Genix-sur-Guiers · Saint-Gondon · Saint-Lambert-des-Levées (rue juive) · Saint-Laurent-Nouan · Saint-Martin-d'Ablois · Saint-Maurice-sur-Aveyron · Saint-Nicolas-de-Port · Saint-Pierre-de-Bailleul · Saint-Pierre-Tarentaine · Saint-Rémy (Côte-d'Or) · Saint-Souplet · Sainte-Marguerite-sur-Mer · Sarre-Union · Sarrey · Schalbach · Schirrhoffen · Schweighouse-sur-Moder · Schwenheim · Senaide · Senonches · Seppois-le-Bas · Sommevoire · Soppe-le-Bas · Soufflenheim · Senaide · Seppois-le-Bas · Sommevoire · Soppe-le-Bas · Soufflenheim · Souvigny · Strasbourg · Suèvres · Tarascon · Théméricourt · Thenelles · Thezey-Saint-Martin · Thièvres (Pas-de-Calais) · Le Titre · Trannes · Trois-Fontaines-l'Abbaye · Tronville · Valmy · Varennes-en-Argonne · Vaudrey · Vauvert · Vaux-lès-Rubigny · Vecqueville · Velet · Vertrieu · Vertus · Villebon (Eure-et-Loir) · Villenave d'Ornon (Île des Juifs) · Villers-lès-Mangiennes · Villers-l'Hôpital · Villiers-Fossard · Vironchaux · Vittonville · Volmunster · Le Vrétot · Walschbronn · Westhoffen · Wissembourg · Bellegarde (Loiret) · Bourges · Grussenheim · Ingwiller · Lurcy · Méré (Yonne) · Pont-de-Veyle · La Réole · Rouffach · Schwindratzheim · Vaudelnay · Bazouges-sur-le-Loir · Bonnefontaine · Chaudenay · Faugères · Les Rosiers-sur-Loire · Saumur · Bar-le-Duc (rue du cimetière israélite) · Bordeaux (rue judaïque) · La Canourgue (Montjézieu) · Cavaillon (rue hébraïque) · Clermont-Ferrand (rue Fontgiève) · Courtemaux (la Mort aux Juifs) · Conteville (Eure) (la Judée) · Équeurdreville-Hainneville (la Judée) · Fermanville (la Judée) · Le Guislain (la Judée) · Lavaur (rue Joux-Aygues) · Marseille (traverse du cimetière des Juifs) · Metz (En Jurue) · Périgueux (rue judaïque) · Planquery (la Judée) · Remiremont (chemin des Israélites) · Rions (rue judaïque) · Toulouse (rue Joutx-Aigues) |

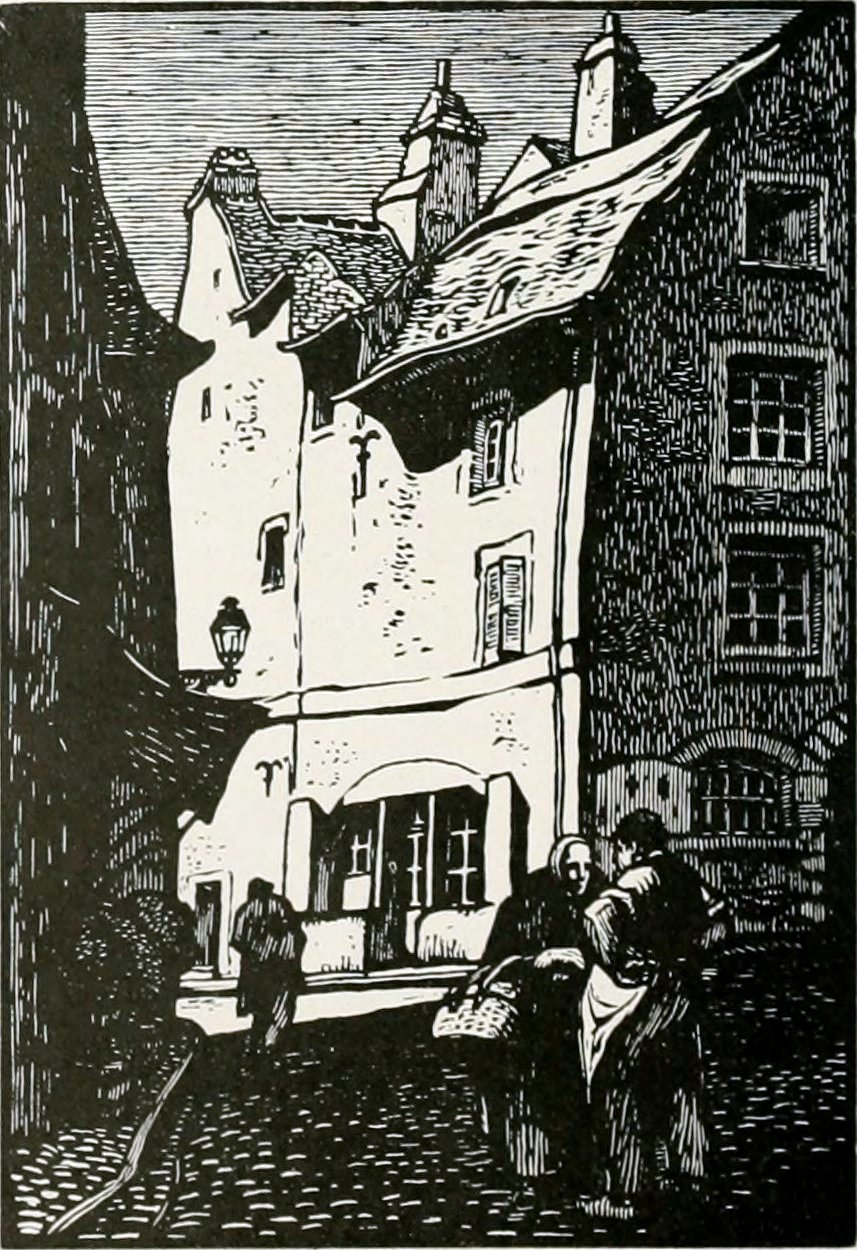
Rue des Juifs à Nevers par F. Chalandre, av. 1924

Juiverie est l'appellation donnée dès le Moyen Âge au quartier habité par des Juifs d'une communauté urbaine, espace progressivement délimité et constitué d'une ou de plusieurs rues. Qu'il fût imposé aux Juifs ou réclamé par eux, le regroupement de ces derniers dans un espace défini peut avoir diverses raisons : religieuses (les Juifs se regroupent autour de leur lieu de culte, la synagogue), sécuritaires (les Juifs, victimes d'émeutes anti-juives, réclament une protection), ségrégatives (pour les empêcher de se mêler aux chrétiens), mais également fiscales (elles sont imposées par le pouvoir pour faciliter la collecte des impôts et taxes auxquels les Juifs étaient assujettis).
Le quartier juif avait différentes appellations : carrières (mesila en judéo-provençal) dans le Comtat Venaissin et à Avignon, giudaria à Nice, Judengasse en Allemagne, judería en Espagne, ulica żydowska en Pologne. Le quartier juif de Jérusalem est appelé harat ’el yehud, חארת ליהוד, tandis que dans les pays du Maghreb, comme à Djerba, en Tunisie, on trouve aussi bien hara kebira חארה כבירה (« grande juiverie ») que hara segira חארה צגירה (« petite juiverie »), alors qu’au Maroc, on emploie le mot mellah, מלאח. On connaît aussi le terme ghetto, apparu au XVIe siècle (1516) pour désigner le quartier juif de Venise et qui s’est étendu depuis à d’autres communautés, en Italie et en Europe. Rappelons enfin le Pletzl פלצל, qui désigne le quartier juif situé dans le Marais de Paris (4e arrondissement).
L'existence de ces juiveries est rappelée en France par les multiples rue de la juiverie ou rue des Juifs dans les villes ou villages ; sur la carte jointe, chaque point représente une telle rue. Selon Norman Golb, si en ville les rues des Juifs rappellent les quartiers où vivaient les Juifs, à la campagne, elles rappellent probablement des fermes cultivées par les Juifs.
Ces rues actuelles ne représentent pas tous les lieux où étaient présents les Juifs, comme le montre la carte de la Normandie publiée par Norman Golb.

### Autres pays européens
En Europe occidentale, du Portugal à l'Allemagne et à l'Autriche, et de l'Écosse à la Sicile, ce sont plus de 500 villes ou villages qui possèdent une rue des Juifs ou de la juiverie.

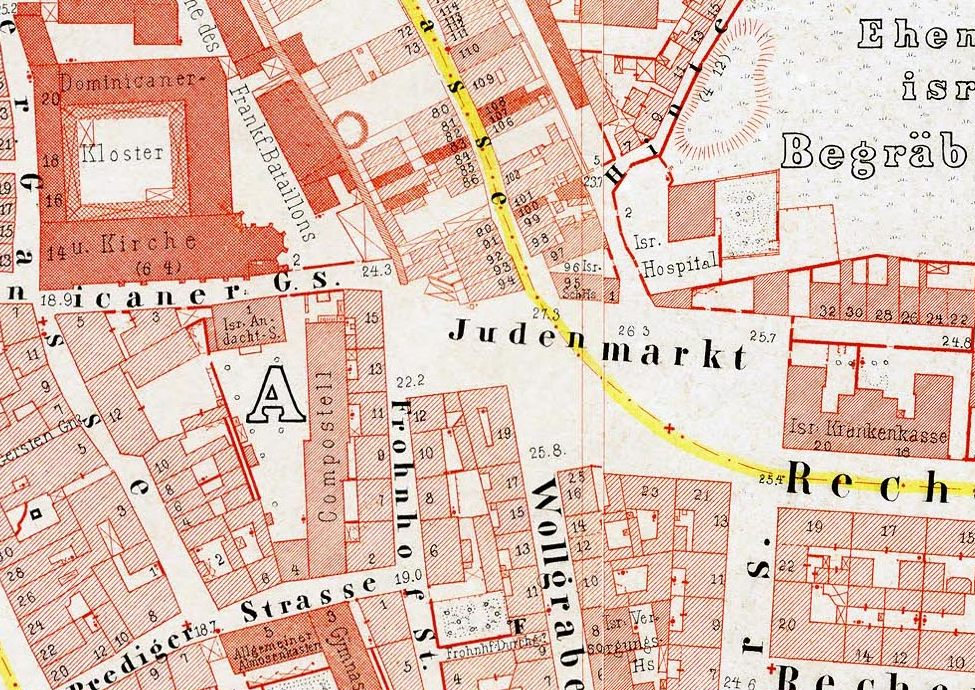
Détail de la vieille ville de Francfort-sur-le-Main en 1862 autour du marché juif (aujourd'hui Börneplatz) entouré de différents bâtiments ou institutions israélites, avec la route (Judengasse) en jaune menant au nord sur le cimetière juif. Seuls l'église du monastère et le cimetière juif ont survécu jusqu'à nos jours dans le Francfort moderne.

#### Allemagne

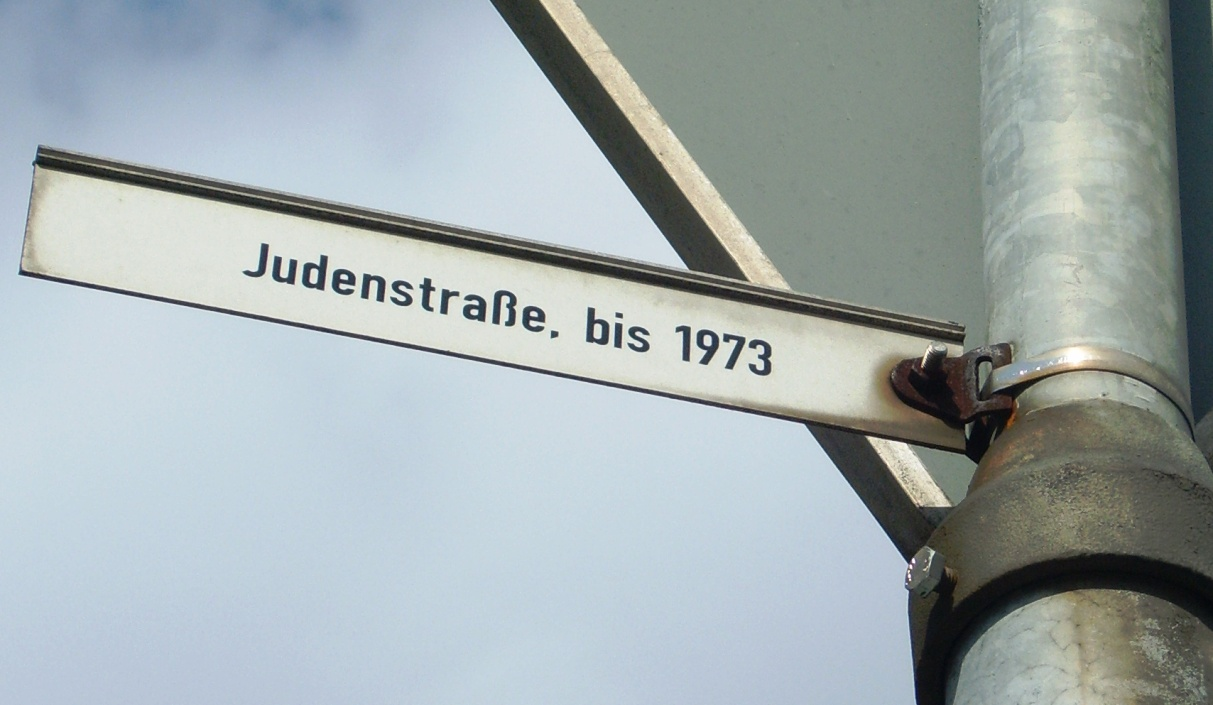
Signalisation de mémoire de l'ancienne « rue juive » dans la vieille ville de Eschweiler

En Allemagne et en Autriche, malgré la période nazie, il reste encore plus d'une centaine de Judenstrasse (« rue des Juifs »), de Judengasse (« ruelle des Juifs ») ou de Judenhof (« cour des Juifs »). Elles rappellent les anciennes communautés juives du Moyen Âge, mais aussi quelques-unes, beaucoup plus récentes, qui ont pu exister jusqu'au nazisme.

#### Autriche

Héraldique de la ville de Judenburg, Autriche

En Autriche, il faut signaler, outre quelques noms de rues, la ville de Judenburg en Styrie dont le blason représente aujourd'hui encore un Juif coiffé du chapeau juif.

#### Belgique
En Belgique francophone, comme en France, on trouve de nombreuses rue des Juifs dans des petits bourgs alors que du côté néerlandophone, de grandes villes comme Anvers, Gand ou Malines possèdent une rue des Juifs.

#### Espagne et Portugal

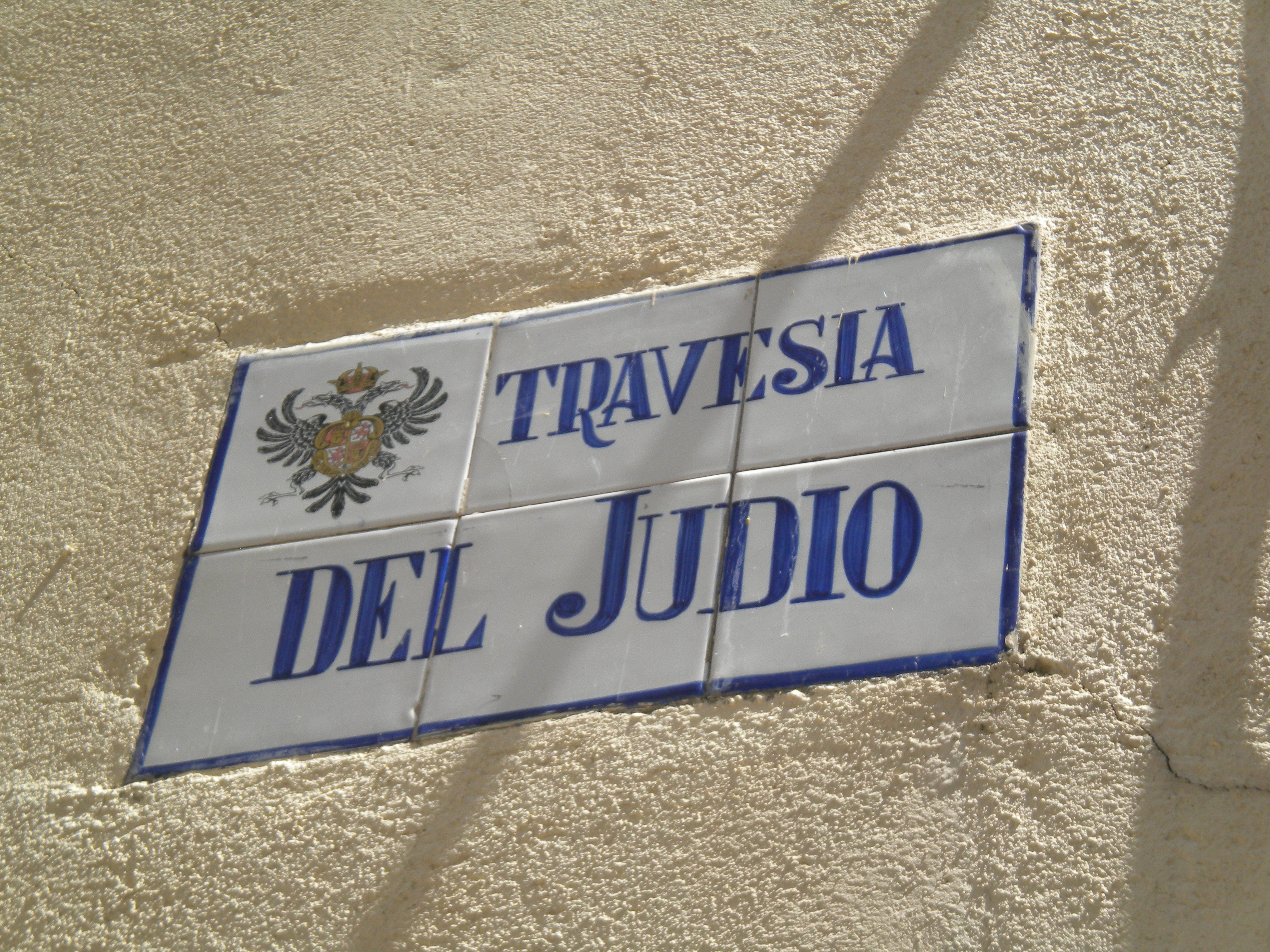
Plaque de rue à Tolède, Espagne.

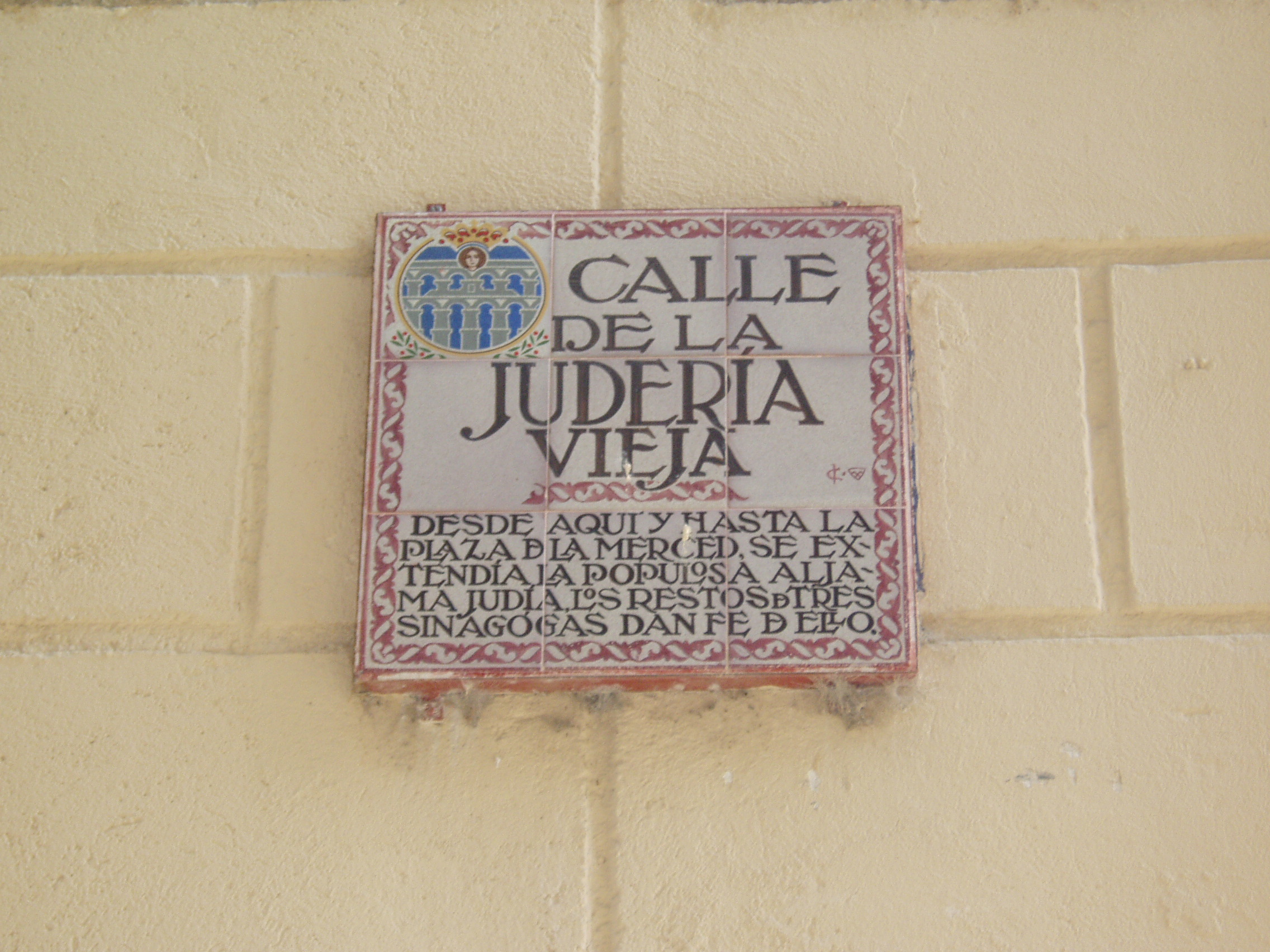
Judería de Ségovie.

En Espagne, ce sont près de 60 villes où une rue rappelle la « judería » de l'âge d'or des Juifs en Espagne, sur le continent comme aux Baléares et aux Canaries.
En Catalogne, les juiveries sont appelées call comme celle de Palma à Majorque.
L'ensemble des villes espagnoles comportant une juiverie font partie d'un réseau.
Au Portugal, il n'existe qu'une dizaine de rues de la judiaria, car la plupart ont été renommées rua nova à la suite de l'expulsion ou conversion forcée des Juifs en 1496. Aux Açores, il existe un Porto judeu.

#### Italie

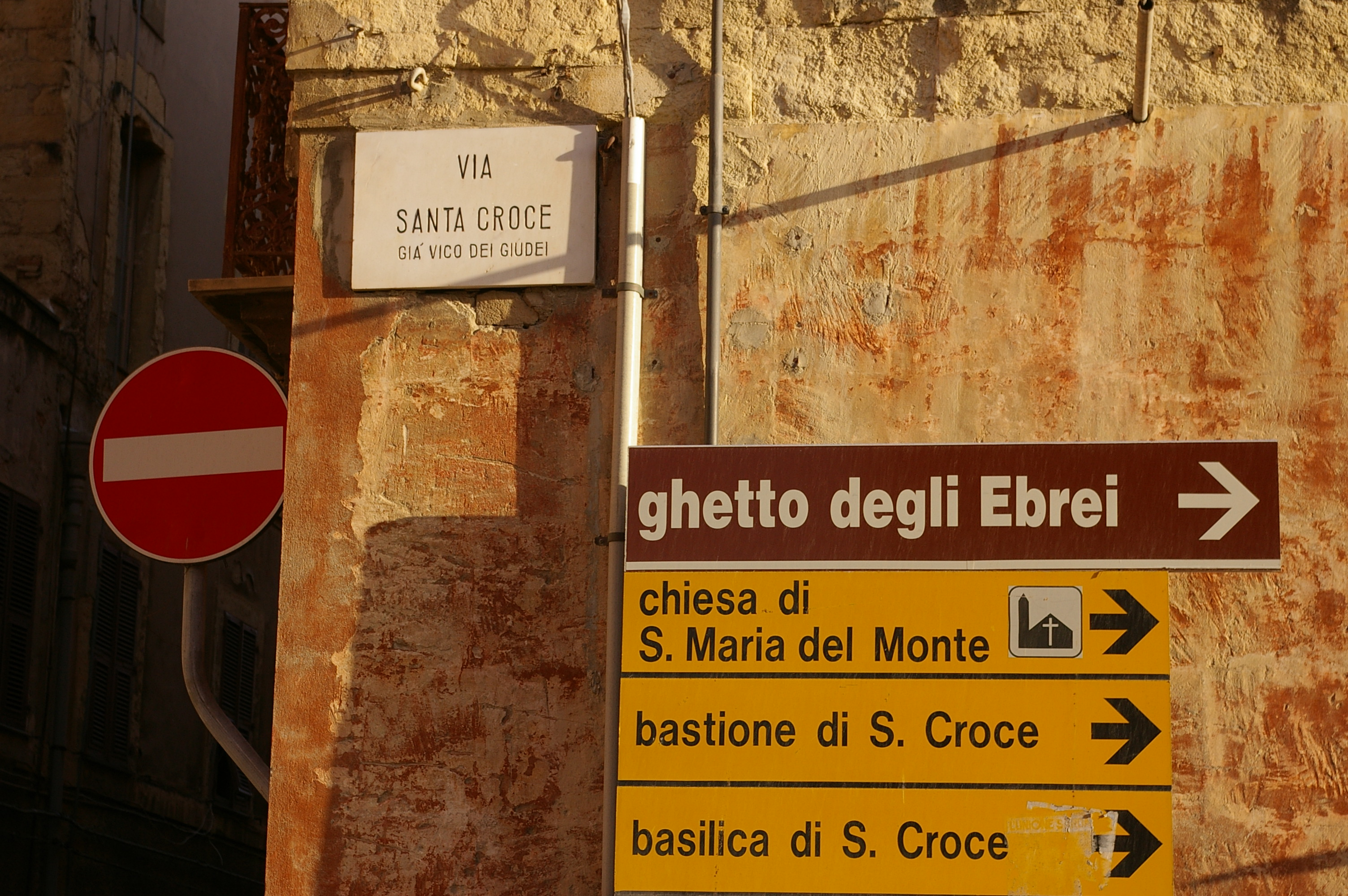
Gia Vico dei Giudei - Traces de la présence juive à Cagliari.

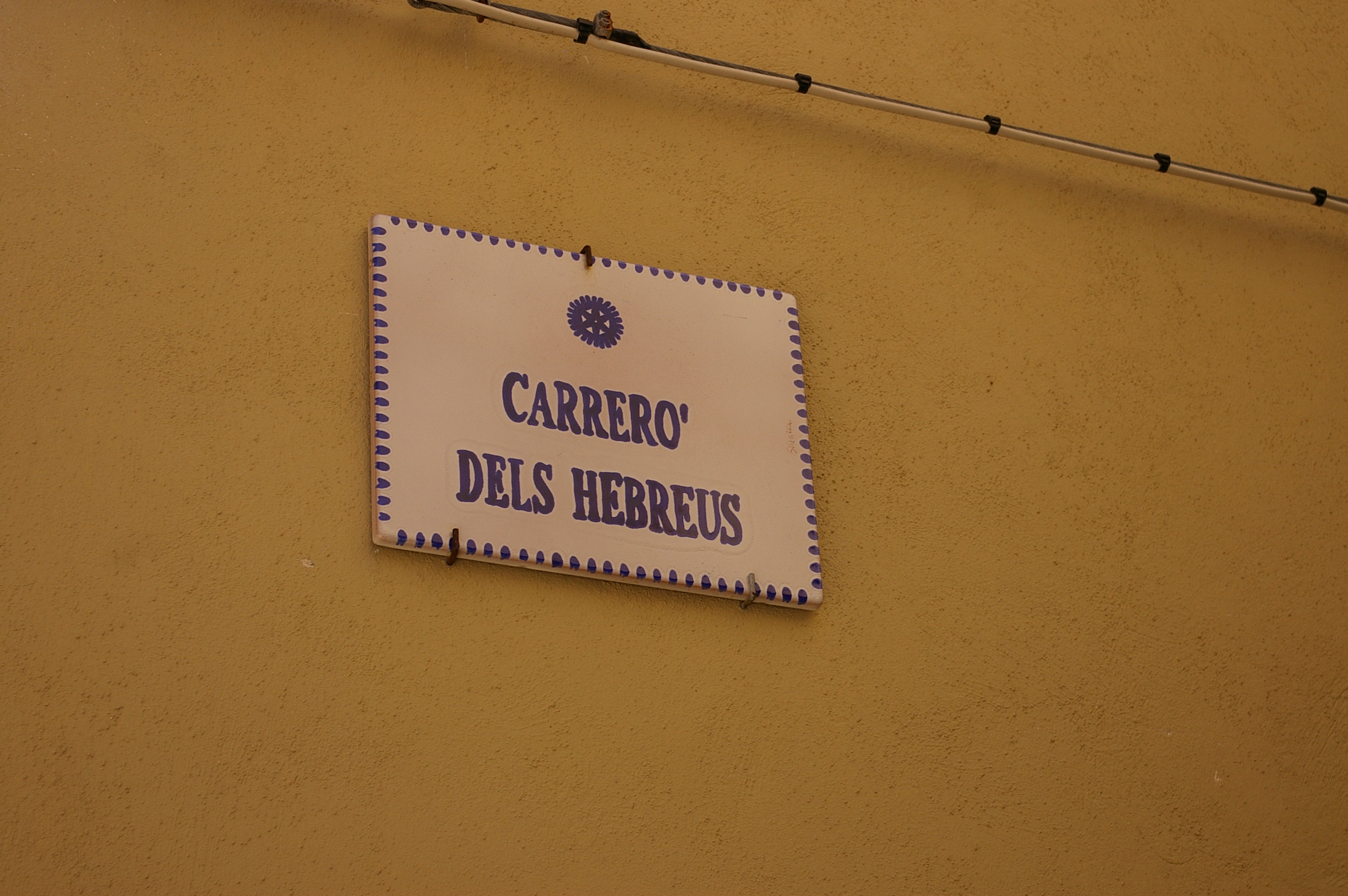
Plaque de la rue des Juifs (Carrero des Hebreus) à Alghero, en Sardaigne, où le catalan est toujours parlé.

En Italie, plus de quatre-vingts villes comptent une via giudecca, une via ghetto, une via dei Giudei ou une via degli Ebrei. Elles rappellent les nombreuses communautés juives qui ont disparu à la suite de l'émigration vers les grandes villes puis de la Shoah. La giudecca correspond à la juiverie traditionnelle, c'est-à-dire au quartier juif. Elles sont nombreuses dans le sud de l'Italie, d'où les Juifs ont été expulsés à la suite du décret de l'Alhambra, au début du XVIe siècle, quand cette région passa sous domination espagnole.
Les nombreuses via ghetto rappellent l'institution typiquement italienne du ghetto, plus stricte que la giudecca. La résidence des Juifs y était obligatoire, et le ghetto muré, ses portes ne s'ouvrant que la journée. Le premier ghetto a été institué à Venise en 1516. D'autres ont suivi, notamment à Rome et dans les États pontificaux.

#### Lituanie et Lettonie

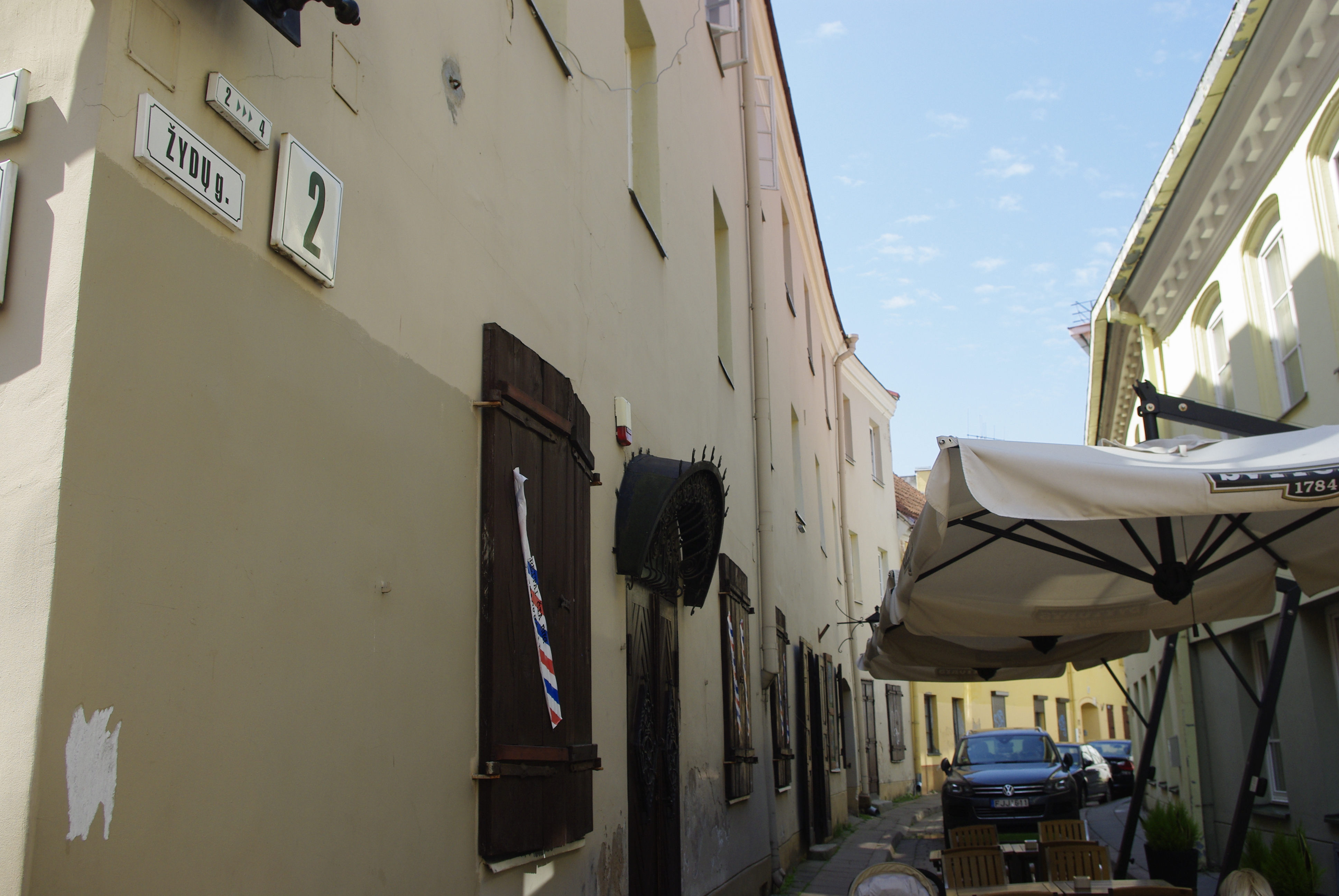
Rue juive (Zydu gatve) à Vilnius.

En Lituanie, une recherche sur Google Maps de « rue juive » (Žydų gatvė) indique une telle rue dans trois localités, Kėdainiai, Utena et Vilnius, ville où 40 % de la population était juive avant la Seconde Guerre mondiale. La Grande synagogue de Vilna se situait Žydų gatvė avant sa destruction par les Nazis. On trouve aussi à Vilnius et à Trakaï une rue karaïme (Karaimų gatvė).
À Riga, une rue juive (Ebreju iela) existe aussi le long de l'ancien cimetière juif.

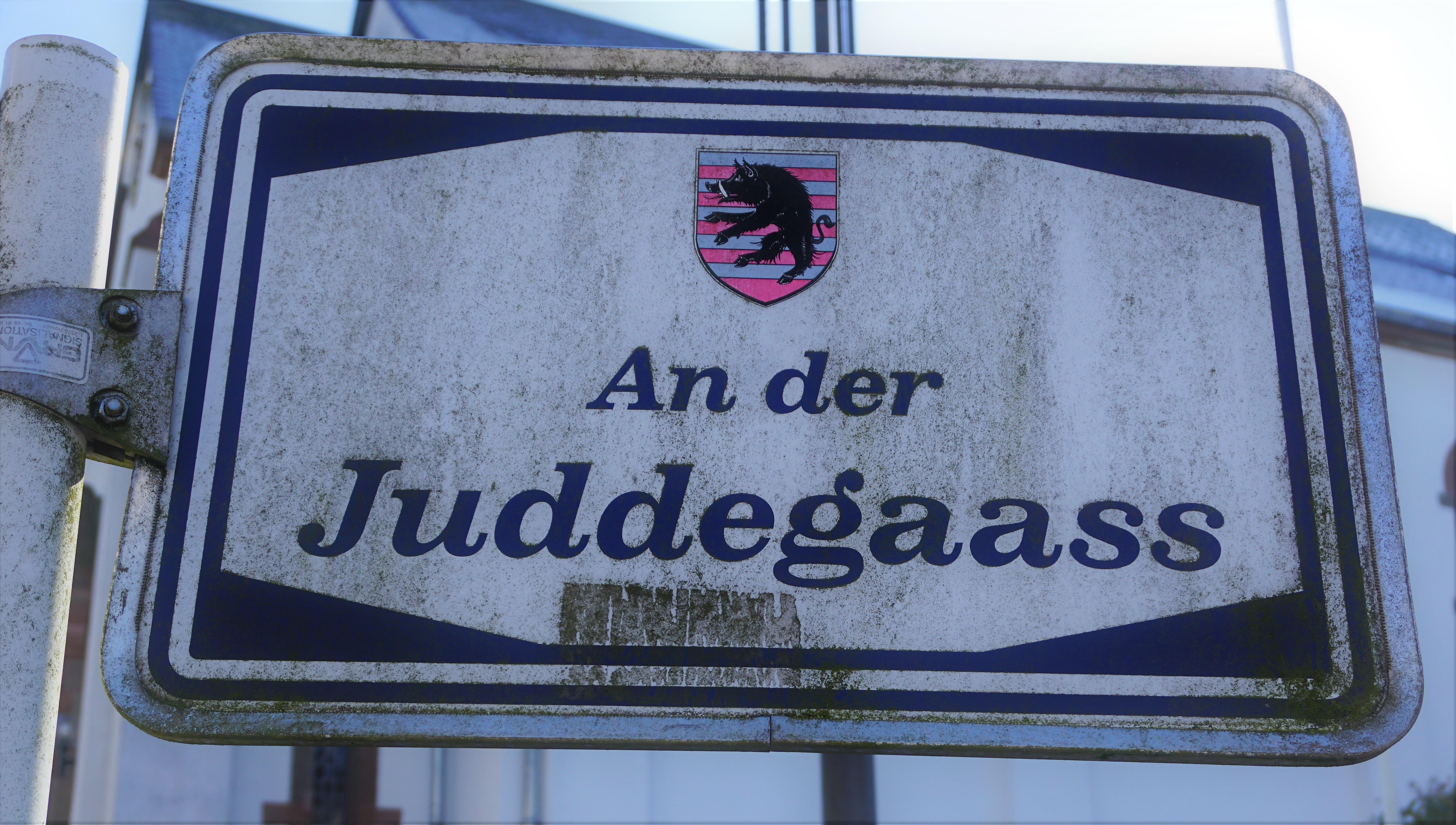
Ruelle des Juifs à Eschdorf

#### Luxembourg
Il existe au moins trois rues des Juifs (Juddegaass) au Luxembourg, à Eschdorf, Kehlen et Stadtbredimus.

#### Pologne
En Pologne, on ne retrouve sur Google Maps en 2012 qu'une douzaine de rues juives (ulica Zydowska), alors que les Juifs étaient présents dans des centaines de villes et villages avant la Shoah.

#### Royaume-Uni
Les Juifs ont été expulsés d'Angleterre en 1290 pour n'y être lentement réadmis que trois siècles plus tard, à partir du XVIIe siècle. Malgré cela, quelques rues (Jews lane ou Jewry lane) témoignent encore de cette présence, même en Écosse. À Londres, il y a une rue piétonne étroite avec le nom "Jerusalem Passage"
| \| Nordenham (Judentumer Weg) · Eberswalde · Lübben · Mittenwalde · Nauen · Schönwalde-Glien · Schwedt-sur-Oder · Spremberg · Berlin · Bad Buchau · Bretten · Bruchsal · Heidelberg (Judenchaussee) · Hochhausen (Tauberbischofsheim) · Karlsruhe · Michelbach an der Lücke · Philippsburg (Juden Allee) · Pliezhausen (Judenallee) · Schutterwald · Tübingen · Ulm (Judenhof) · Abenberg · Agawang · Babenhausen (Bavière) · Bamberg · Cham · Cobourg · Gochsheim (Judenhof) · Grafenau (Judenhof) · Hofheim in Unterfranken · Kutzenhausen · Muhr am See (Judenhof) · Nersingen · Oberhaid (Bavière) · Oberschönegg · Osterberg · Pfersee · Regensburg (Am Judenstein) · Rothenburg ob der Tauber · Salzweg (Judenhof) · Schwebheim (Judenhof) · Tapfheim · Weißenburg in Bayern · Zell am Main (Judenhof) · Alsfeld · Beerfelden · Butzbach · Egelsbach · Friedberg (Hesse) · Fritzlar · Grünberg · Helmarshausen · Hintersteinau · Willingshausen · Stralsund · Bockenem · Duderstadt · Gillersheim · Göttingen · Groß Lobke · Hannoversch Münden · Hattorf am Harz · Hildesheim · Krummhörn · Mackensen · Söhlde · Hannoversch Münden · Aix-la-Chapelle · Bad Münstereifel · Blankenheim · Büren · Cologne · Delbrück (Jüdendamm) · Hannoversch Münden · Hövelhof · Höxter · Hückelhoven · Kempen · Kerpen · Lechenich · Alzey · Gemünden (Westerwald) · Gerbach · Freinsheim · Hachenburg · Herxheim am Berg · Kinheim · Montabaur · Neustadt an der Weinstraße · Rathskirchen · Spire · Waldhilbersheim · Eisleben (Jüdenhof) · Halberstadt · Löbejün · Naumburg · Osterburg · Quedlinburg · Wittenberg · Zeitz · Zerbst · Glückstadt · Schafstedt · Illingen (Sarre) · Görlitz · Altenburg · Bad Langensalza · Ellrich · Gera · Gotha · Heilbad Heiligenstadt (Am Judenhof) · Mühlhausen (Thuringe) · Nordhausen (Thuringe) · Saafeld · Schmalkalden · Wiesenfeld (Eichsfeld) · Eggenburg · Frauenkirchen · Judenburg · Krems an der Donau · Lienz · Mattersburg · Rechnitz · Salzbourg · Vienne · Weigelsdorf · Baudour · Bièvre · Bourlers · Charneux · Couvin · Dison · Doische · Douvrain · Fontaine-L'Évêque · Forchies-la-Marche · Gedinne · Givry · Grandrieu · Grosage · Heer · Hélécine · Herchies · Jurbise · Matagne-la-Grande · Mons · Mussy-la-Ville · Nismes · Nivelles · Onnezies · Vance · Anvers · Budingen · Gand · Guigoven · Herenthout · Louvain · Malines · Saint-Trond · Tienen · Vlijtingen · Zoutleeuw · Eupen · Alicante (Cala Judios) · Gibraleón · Molina de Aragón · Montblanc · Priego de Cordoba (Sierra de los Judios) · La Puebla de Montalbán (Calle del Barrio de los Judíos) · Reus · Sant Mateu (Castellón) · La Seu d'Urgell · Valls · Vilanova del Cami · Agramunt · L'Albi · Almendralejo · Almonacid de la Sierra · Arroyomolinos · Bembibre · Capellades · Carmona · Castelló d'Empúries · Cuéllar · Encinas de Esgueva · Fabara · Felanitx · Huete · Inca · Jerez de la Frontera · Lluçà · Medina de Pomar · Olite · Peñafiel · Peralada · Porreres · Puigcerda · Sant Feliu de Guíxols · Sant Pere de Riudebitlles · Santa Eugènia de Berga · Ségovie (Calle de la Juderia Vieja et Calle de la Juderia Nueva) · Séville · Talavera · Tarazona · Teruel · Tolède · Tona · Toro · Tudèle · Vic · Vilalba dels Arcs · Vivel del Río Martín · Acebo (calle de la Sefarad) · Arcos (calle de los Sefardies) · Barcelone (Montjuich et carrer del Call) · Cabañas de la Sagra (Plaza de Sefarad) · Ciudad Rodrigo (avenida de Sefarad) · Epila (calle de Sefarad) · Leganes (calle de Sefarditas) · Roquetas de Mar (calle de Sefarditas) · Vitoria-Gasteiz (Plaza de Sefarad) · Alençon · Alet-les-Bains · Apt · Avignon · Bagnols-sur-Cèze · Beaupréau · Bernis (Gard) · Béziers · Bué · Cangey · Carpentras · Chalabre (impasse) · Châlons-en-Champagne · Chambéry · Changé · Châteauneuf-de-Gadagne · Châteauneuf-du-Rhône · Châtillon-sur-Seine · Courgains · Crémieu · Dieulefit · Digne-les-Bains · Donzère · Draguignan · Épernay · Étampes · Fanjeaux · La Flèche · Fréjus · Grazay · Guérande · La Haie-Fouassière · L'Isle-sur-la-Sorgue · Istres · Le Croisic · Lignières-la-Carelle · Lignol-Le-Château · Lorgues · Lourmarin · Lyon · Malaucène · Le Mans · Marigny-le-Châtel · Marvejols · Le Mesnil-Aubert · Merlieux-et-Fouquerolles · Montaigu (Vendée) · Montélimar · Montmirail (Marne) · Mortagne-sur-Sèvre · Nantes · Nice · Niort · Nyons · Parthenay · Pélissanne · Pernes-les-Fontaines · La Perrière (Orne) · Pézenas · Pignans · Le Pin-en-Mauges · Pontlevoy · Richebourg · Riez · Robion · Saint-Fulgent-des-Ormes · Saint-Georges-du-Bois (Maine-et-Loire) · Saint-Gilles (Gard) · Saint-Herblain · Saint-Paul-Trois-Châteaux · Sancerre · Sens · Sézanne · Valence · Valensole · Vienne (Isère) · Vitry-en-Perthois · Agen · Argentan · Argoules · Arnaville · Arquèves · Argentan · Arnaville · Augny · Aumale · Aups · Authumes · Autrécourt-sur-Aire · Bacqueville-en-Caux · Barembach · Baigneux-les-Juifs · Baugé · Baume-les-Dames · Bavay · Bazoches-sur-Vesles · Behonne · Beaufort-en-Vallée · Bellegarde (Loiret) · Bergheim · Berlaimont · Bermonville · Bernaville · Billy-sous-Mangiennes · Blevaincourt · Blois · Bogny-sur-Meuse · Boncourt-sur-Meuse · Boulay-Moselle · Bourges · Bouxwiller (Bas-Rhin) · Boncourt-sur-Meuse · Boulay-Moselle · Bourges · Bouxwiller (Bas-Rhin) · Brezolles · Brie-Comte-Robert · Brognon (Ardennes) · Brumath · Bruyères-le-Châtel · Buchy (Seine-Maritime) · Bugnicourt · Buis-les-Baronnies · Buxy · Caen · Cambrai · Castilly (Hamel aux Juifs) · Cerisy-la-Salle · Chablis (Yonne) · Chaillon · Châlons-en-Champagne · La Chapelle-Gaceline · Charny-sur-Meuse · Chartres · Chevillon (Haute-Marne) · Chuisnes · Cires-lès-Mello · Clermont-Ferrand · Commercy · Corny-Machéroménil · Coullemont · Courtenay (Loiret) · Cousolre · Crasville · Darnétal · Daubeuf-la-Campagne · Dompierre-sur-Helpe · Douai · Drachenbronn-Birlenbach · Dury (Somme) · Écardenville-la-Campagne · Échenoz-la-Méline · Épernon · Estrun · Étréaupont · Étrepy · Fenétrange · Ferreux-Quincey · Flavy-le-Martel · Florent-en-Argonne · La Folie · Fontaine-Guérin · Fraillicourt · Francourville · Fresnois-la-Montagne · Frœningen · Gaillefontaine · Gauville (Somme) · Gennes (Maine-et-Loire) · Gerstheim · Gespunsart · Giverny · Gondrecourt-le-Château · Gonnelieu · Gorron · Gourdon (Lot) · Granville · Gray · Grussenheim · Hagenbach · Hannogne-Saint-Rémy · Haute-Amance · Hautmont · Havrincourt · Honnecourt-sur-Escaut · Huppy · Ingersheim · Ingwiller · Jeanménil · Joigny · Joigny-sur-Meuse · Kingersheim · Krautergersheim · Laferté-sur-Aube · Lagnieu · Joigny · Joigny-sur-Meuse · Kingersheim · Krautergersheim · Laferté-sur-Aube · Lafresguimont-Saint-Martin · Lagnieu · Lametz · Landifay-et-Bertaignemont · Landouzy-la-Ville · Lays-sur-le-Doubs · Ligny-le-Châtel · Lingolsheim · Livry-sur-Seine · Marigny-le-Châtel · Maroilles (Nord) · Marolles-sous-Lignières · Marseille (traverse du cimetière des Juifs) · Matougues · Maulévrier · Mécrun · Merlieux-et-Fouquerolles · Méré (Yonne) · Mervent · Mézangers · Mignières · Milly-la-Forêt · Mommenheim · Montcenis · Montebourg · Monthermé · Montmartin-sur-Mer · Montmorency-Beaufort · Montreuil (Pas-de-Calais) · Montreuil-l'Argillé · Moyen · Mulhouse · Mutzig · Mussy-sur-Seine · Nettancourt · Neuillé-Pont-Pierre · La Neuville-au-Pont · Niedermodern · Niedervisse · Nogent-le-Roi (rue du pont aux Juifs) · Noyal-Muzillac · Nyoiseau · Obernai · Orléans · Pagny-la-Ville · Palinges · Péronne · Péroy-les-Gombries · Pertuis (Vaucluse) · Pierregot · Pissotte · Plainfaing · Plomion · Poix-du-Nord · Pompierre-sur-Doubs · Pont-de-Veyle · Pont-Hébert · Préaux · Prisces · Provins · Quiévy · Quincampoix · Reguisheim · Remilly-sur-Lozon · La Réole · Résigny · Ribeauvillé · Richwiller · Riquewihr · Rouen · Rouffach · Rougemont (Côte-d'Or) · Rue (Somme) · Ry · Sablé-sur-Sarthe · Sains-Richaumont · Saint-Alexandre (Gard) (Pas des Juifs) · Saint-Blimont · Saint-Denis-d'Anjou · Saint-Denis-de-l'Hôtel · Saint-Dié-des-Vosges · Saint-Florentin (Yonne) · Saint-Genix-sur-Guiers · Saint-Gondon · Saint-Lambert-des-Levées (rue juive) · Saint-Laurent-Nouan · Saint-Martin-d'Ablois · Saint-Maurice-sur-Aveyron · Saint-Pierre-de-Bailleul · Saint-Rémy (Côte-d'Or) · Sainte-Marguerite-sur-Mer · Sarre-Union · Sarrey · Schalbach · Schirrhoffen · Schweighouse-sur-Moder · Schwenheim · Schwindratzheim · Senaide · Senonches · Seppois-le-Bas · Sommevoire · Soppe-le-Bas · Soufflenheim · Souvigny · Strasbourg · Suèvres · Tarascon · Théméricourt · Thenelles · Thièvres (Pas-de-Calais) · Le Titre · Trannes · Valmy · Varennes-en-Argonne · Vaudrey · Vauvert · Vaux-lès-Rubigny · Vecqueville · Velet · Vertrieu · Vertus · Villebon (Eure-et-Loir) · Villenave d'Ornon (Île des Juifs) · Volmunster · Le Vrétot · Walschbronn · Westhoffen · Wissembourg · Bazouges-sur-le-Loir · Bonnefontaine · Chaudenay · Faugères · Saumur · Bar-le-Duc (rue du cimetière israélite) · Bordeaux (rue judaïque) · La Canourgue (Montjézieu) · Cavaillon (rue hébraïque) · Clermont-Ferrand (rue Fontgiève) · Courtemaux (La Mort aux Juifs) · Lavaur (rue Joux-Aygues) · Metz (En Jurue) · Remiremont (chemin des Israélites) · Toulouse (rue Joutx-Aigues) · L'Aquila (Via ed Arco dei Giudei in Paganica) · Casacanditella · Castel di Ieri · Guardiagrele · Lanciano · Loreto Aprutino · Tornimparte · Arena · Galatro (Largo Giudecca, Via Giudecca et Vico Primo Giudecca) · Martirano · Montalto Uffugo · Reggio de Calabre · Rossano (Piazza Giudecca et Via Giudecca) · Melito di Porto Salvo · Paola · Sarno · Naples · Somma Vesuviana · Argelato · Bologne · Imola · Longiano · Lugo · San Giorgio di Piano · Berra · Scandiano · Ro · Canale Monterano · Bomarzo · Filettino · Ronciglione · Lerici · Mornico Al Serio · Bagnolo San Vito · Brissago-Valtravaglia · Moglia · Viadana · Villimpenta · Urbin (via Monte degli Ebrei) · Camerino · Barchi · Gradara · Pesaro · Villimpenta · Acquasparta · Gualdo Tadino · Alexandrie (via Sale in Contrada Ebrei) · Niella-Belbo · Rivalta di Torino · San Francesco al Campo · Verolengo · Vicoforte · Ostuni (Passatoio dei Giudei) · San Severo · Trani · Alessano · Altamura (Claustro La Giudecca) · Carpignano Salentino · Gallipoli · Secli · Cursi · San Marino (viale Campo dei Giudei) · Alghero (Carrero des Hebreus) · Cagliari · Mineo · Naso · Trapani · Taormine · Livourne (Via Ebrei Vittime del Nazismo) · Villafranca in Lunigiana (Borgo degli Ebrei) · Anghiari · Cavallino-Treporti · Illasi · Marano di Valpolicella · Mogliano Veneto · Monselice · Nogarole Rocca · Pontecchio Polesine · Sorgà · Teolo · Trevenzuolo · Venise (Ghetto Vecchio, Campo di Ghetto Nuovo et Giudecca) · Vérone · Zimella · Riga · Kedainiai · Utena · Vilnius · Echt-Susteren · Hardenberg · Maastricht · Sittard-Geleen · Venlo · Vledderveen · Brzostek · Sanok · Grodzisk Wielkopolski · Poznań · Zbąszyń · Łęczyca · Grodzisk Mazowiecki · Bobowa · Nowy Wiśnicz · Tarnow · Łomża · Sandomierz · Gâmbia - Pontes - Alto da Guerra (Rua Vale de Judeus) · Marco de Canaveses · Miragaia (Porto) · Nabo · Viana do Alentejo (Adro dos Judeus) · Alenquer · Almada · Gondomar · Lisbonne · Marvila (Santarém) · Montemor-o-Velho · Santa Maria da Devesa · Santo Estêvão · Sintra · Triana · Ljubljana · Bonvillars · Martigny-Combe · Rarogne · Saint-Léonard · Soleure · Sursee · Bath, Somerset · Bradwell, Norfolk · Churchill (Somerset) · Dudley · Lewisham · Wiveliscombe · Wandsworth · Winscombe · Wiveliscombe · Canterbury · Londres (Jewry et Old Jewry) · Winchester \| indique l'utilisation des termes Ebrei, Giudei, Jews Joden, Jüden, Judeus, Judios, Jueus, Juifs, Zydowska, Zydu · indique l'utilisation des termes call, giudecca, jewry, juderia, judiaria, juiverie · indique l'utilisation du terme ghetto · indique l'utilisation d'un autre terme désignant les Juifs : Israélite, Joutx, Judaïque, Judentum,Juich, Sefarad, Sefardi. |
| Nordenham (Judentumer Weg) · Eberswalde · Lübben · Mittenwalde · Nauen · Schönwalde-Glien · Schwedt-sur-Oder · Spremberg · Berlin · Bad Buchau · Bretten · Bruchsal · Heidelberg (Judenchaussee) · Hochhausen (Tauberbischofsheim) · Karlsruhe · Michelbach an der Lücke · Philippsburg (Juden Allee) · Pliezhausen (Judenallee) · Schutterwald · Tübingen · Ulm (Judenhof) · Abenberg · Agawang · Babenhausen (Bavière) · Bamberg · Cham · Cobourg · Gochsheim (Judenhof) · Grafenau (Judenhof) · Hofheim in Unterfranken · Kutzenhausen · Muhr am See (Judenhof) · Nersingen · Oberhaid (Bavière) · Oberschönegg · Osterberg · Pfersee · Regensburg (Am Judenstein) · Rothenburg ob der Tauber · Salzweg (Judenhof) · Schwebheim (Judenhof) · Tapfheim · Weißenburg in Bayern · Zell am Main (Judenhof) · Alsfeld · Beerfelden · Butzbach · Egelsbach · Friedberg (Hesse) · Fritzlar · Grünberg · Helmarshausen · Hintersteinau · Willingshausen · Stralsund · Bockenem · Duderstadt · Gillersheim · Göttingen · Groß Lobke · Hannoversch Münden · Hattorf am Harz · Hildesheim · Krummhörn · Mackensen · Söhlde · Hannoversch Münden · Aix-la-Chapelle · Bad Münstereifel · Blankenheim · Büren · Cologne · Delbrück (Jüdendamm) · Hannoversch Münden · Hövelhof · Höxter · Hückelhoven · Kempen · Kerpen · Lechenich · Alzey · Gemünden (Westerwald) · Gerbach · Freinsheim · Hachenburg · Herxheim am Berg · Kinheim · Montabaur · Neustadt an der Weinstraße · Rathskirchen · Spire · Waldhilbersheim · Eisleben (Jüdenhof) · Halberstadt · Löbejün · Naumburg · Osterburg · Quedlinburg · Wittenberg · Zeitz · Zerbst · Glückstadt · Schafstedt · Illingen (Sarre) · Görlitz · Altenburg · Bad Langensalza · Ellrich · Gera · Gotha · Heilbad Heiligenstadt (Am Judenhof) · Mühlhausen (Thuringe) · Nordhausen (Thuringe) · Saafeld · Schmalkalden · Wiesenfeld (Eichsfeld) · Eggenburg · Frauenkirchen · Judenburg · Krems an der Donau · Lienz · Mattersburg · Rechnitz · Salzbourg · Vienne · Weigelsdorf · Baudour · Bièvre · Bourlers · Charneux · Couvin · Dison · Doische · Douvrain · Fontaine-L'Évêque · Forchies-la-Marche · Gedinne · Givry · Grandrieu · Grosage · Heer · Hélécine · Herchies · Jurbise · Matagne-la-Grande · Mons · Mussy-la-Ville · Nismes · Nivelles · Onnezies · Vance · Anvers · Budingen · Gand · Guigoven · Herenthout · Louvain · Malines · Saint-Trond · Tienen · Vlijtingen · Zoutleeuw · Eupen · Alicante (Cala Judios) · Gibraleón · Molina de Aragón · Montblanc · Priego de Cordoba (Sierra de los Judios) · La Puebla de Montalbán (Calle del Barrio de los Judíos) · Reus · Sant Mateu (Castellón) · La Seu d'Urgell · Valls · Vilanova del Cami · Agramunt · L'Albi · Almendralejo · Almonacid de la Sierra · Arroyomolinos · Bembibre · Capellades · Carmona · Castelló d'Empúries · Cuéllar · Encinas de Esgueva · Fabara · Felanitx · Huete · Inca · Jerez de la Frontera · Lluçà · Medina de Pomar · Olite · Peñafiel · Peralada · Porreres · Puigcerda · Sant Feliu de Guíxols · Sant Pere de Riudebitlles · Santa Eugènia de Berga · Ségovie (Calle de la Juderia Vieja et Calle de la Juderia Nueva) · Séville · Talavera · Tarazona · Teruel · Tolède · Tona · Toro · Tudèle · Vic · Vilalba dels Arcs · Vivel del Río Martín · Acebo (calle de la Sefarad) · Arcos (calle de los Sefardies) · Barcelone (Montjuich et carrer del Call) · Cabañas de la Sagra (Plaza de Sefarad) · Ciudad Rodrigo (avenida de Sefarad) · Epila (calle de Sefarad) · Leganes (calle de Sefarditas) · Roquetas de Mar (calle de Sefarditas) · Vitoria-Gasteiz (Plaza de Sefarad) · Alençon · Alet-les-Bains · Apt · Avignon · Bagnols-sur-Cèze · Beaupréau · Bernis (Gard) · Béziers · Bué · Cangey · Carpentras · Chalabre (impasse) · Châlons-en-Champagne · Chambéry · Changé · Châteauneuf-de-Gadagne · Châteauneuf-du-Rhône · Châtillon-sur-Seine · Courgains · Crémieu · Dieulefit · Digne-les-Bains · Donzère · Draguignan · Épernay · Étampes · Fanjeaux · La Flèche · Fréjus · Grazay · Guérande · La Haie-Fouassière · L'Isle-sur-la-Sorgue · Istres · Le Croisic · Lignières-la-Carelle · Lignol-Le-Château · Lorgues · Lourmarin · Lyon · Malaucène · Le Mans · Marigny-le-Châtel · Marvejols · Le Mesnil-Aubert · Merlieux-et-Fouquerolles · Montaigu (Vendée) · Montélimar · Montmirail (Marne) · Mortagne-sur-Sèvre · Nantes · Nice · Niort · Nyons · Parthenay · Pélissanne · Pernes-les-Fontaines · La Perrière (Orne) · Pézenas · Pignans · Le Pin-en-Mauges · Pontlevoy · Richebourg · Riez · Robion · Saint-Fulgent-des-Ormes · Saint-Georges-du-Bois (Maine-et-Loire) · Saint-Gilles (Gard) · Saint-Herblain · Saint-Paul-Trois-Châteaux · Sancerre · Sens · Sézanne · Valence · Valensole · Vienne (Isère) · Vitry-en-Perthois · Agen · Argentan · Argoules · Arnaville · Arquèves · Argentan · Arnaville · Augny · Aumale · Aups · Authumes · Autrécourt-sur-Aire · Bacqueville-en-Caux · Barembach · Baigneux-les-Juifs · Baugé · Baume-les-Dames · Bavay · Bazoches-sur-Vesles · Behonne · Beaufort-en-Vallée · Bellegarde (Loiret) · Bergheim · Berlaimont · Bermonville · Bernaville · Billy-sous-Mangiennes · Blevaincourt · Blois · Bogny-sur-Meuse · Boncourt-sur-Meuse · Boulay-Moselle · Bourges · Bouxwiller (Bas-Rhin) · Boncourt-sur-Meuse · Boulay-Moselle · Bourges · Bouxwiller (Bas-Rhin) · Brezolles · Brie-Comte-Robert · Brognon (Ardennes) · Brumath · Bruyères-le-Châtel · Buchy (Seine-Maritime) · Bugnicourt · Buis-les-Baronnies · Buxy · Caen · Cambrai · Castilly (Hamel aux Juifs) · Cerisy-la-Salle · Chablis (Yonne) · Chaillon · Châlons-en-Champagne · La Chapelle-Gaceline · Charny-sur-Meuse · Chartres · Chevillon (Haute-Marne) · Chuisnes · Cires-lès-Mello · Clermont-Ferrand · Commercy · Corny-Machéroménil · Coullemont · Courtenay (Loiret) · Cousolre · Crasville · Darnétal · Daubeuf-la-Campagne · Dompierre-sur-Helpe · Douai · Drachenbronn-Birlenbach · Dury (Somme) · Écardenville-la-Campagne · Échenoz-la-Méline · Épernon · Estrun · Étréaupont · Étrepy · Fenétrange · Ferreux-Quincey · Flavy-le-Martel · Florent-en-Argonne · La Folie · Fontaine-Guérin · Fraillicourt · Francourville · Fresnois-la-Montagne · Frœningen · Gaillefontaine · Gauville (Somme) · Gennes (Maine-et-Loire) · Gerstheim · Gespunsart · Giverny · Gondrecourt-le-Château · Gonnelieu · Gorron · Gourdon (Lot) · Granville · Gray · Grussenheim · Hagenbach · Hannogne-Saint-Rémy · Haute-Amance · Hautmont · Havrincourt · Honnecourt-sur-Escaut · Huppy · Ingersheim · Ingwiller · Jeanménil · Joigny · Joigny-sur-Meuse · Kingersheim · Krautergersheim · Laferté-sur-Aube · Lagnieu · Joigny · Joigny-sur-Meuse · Kingersheim · Krautergersheim · Laferté-sur-Aube · Lafresguimont-Saint-Martin · Lagnieu · Lametz · Landifay-et-Bertaignemont · Landouzy-la-Ville · Lays-sur-le-Doubs · Ligny-le-Châtel · Lingolsheim · Livry-sur-Seine · Marigny-le-Châtel · Maroilles (Nord) · Marolles-sous-Lignières · Marseille (traverse du cimetière des Juifs) · Matougues · Maulévrier · Mécrun · Merlieux-et-Fouquerolles · Méré (Yonne) · Mervent · Mézangers · Mignières · Milly-la-Forêt · Mommenheim · Montcenis · Montebourg · Monthermé · Montmartin-sur-Mer · Montmorency-Beaufort · Montreuil (Pas-de-Calais) · Montreuil-l'Argillé · Moyen · Mulhouse · Mutzig · Mussy-sur-Seine · Nettancourt · Neuillé-Pont-Pierre · La Neuville-au-Pont · Niedermodern · Niedervisse · Nogent-le-Roi (rue du pont aux Juifs) · Noyal-Muzillac · Nyoiseau · Obernai · Orléans · Pagny-la-Ville · Palinges · Péronne · Péroy-les-Gombries · Pertuis (Vaucluse) · Pierregot · Pissotte · Plainfaing · Plomion · Poix-du-Nord · Pompierre-sur-Doubs · Pont-de-Veyle · Pont-Hébert · Préaux · Prisces · Provins · Quiévy · Quincampoix · Reguisheim · Remilly-sur-Lozon · La Réole · Résigny · Ribeauvillé · Richwiller · Riquewihr · Rouen · Rouffach · Rougemont (Côte-d'Or) · Rue (Somme) · Ry · Sablé-sur-Sarthe · Sains-Richaumont · Saint-Alexandre (Gard) (Pas des Juifs) · Saint-Blimont · Saint-Denis-d'Anjou · Saint-Denis-de-l'Hôtel · Saint-Dié-des-Vosges · Saint-Florentin (Yonne) · Saint-Genix-sur-Guiers · Saint-Gondon · Saint-Lambert-des-Levées (rue juive) · Saint-Laurent-Nouan · Saint-Martin-d'Ablois · Saint-Maurice-sur-Aveyron · Saint-Pierre-de-Bailleul · Saint-Rémy (Côte-d'Or) · Sainte-Marguerite-sur-Mer · Sarre-Union · Sarrey · Schalbach · Schirrhoffen · Schweighouse-sur-Moder · Schwenheim · Schwindratzheim · Senaide · Senonches · Seppois-le-Bas · Sommevoire · Soppe-le-Bas · Soufflenheim · Souvigny · Strasbourg · Suèvres · Tarascon · Théméricourt · Thenelles · Thièvres (Pas-de-Calais) · Le Titre · Trannes · Valmy · Varennes-en-Argonne · Vaudrey · Vauvert · Vaux-lès-Rubigny · Vecqueville · Velet · Vertrieu · Vertus · Villebon (Eure-et-Loir) · Villenave d'Ornon (Île des Juifs) · Volmunster · Le Vrétot · Walschbronn · Westhoffen · Wissembourg · Bazouges-sur-le-Loir · Bonnefontaine · Chaudenay · Faugères · Saumur · Bar-le-Duc (rue du cimetière israélite) · Bordeaux (rue judaïque) · La Canourgue (Montjézieu) · Cavaillon (rue hébraïque) · Clermont-Ferrand (rue Fontgiève) · Courtemaux (La Mort aux Juifs) · Lavaur (rue Joux-Aygues) · Metz (En Jurue) · Remiremont (chemin des Israélites) · Toulouse (rue Joutx-Aigues) · L'Aquila (Via ed Arco dei Giudei in Paganica) · Casacanditella · Castel di Ieri · Guardiagrele · Lanciano · Loreto Aprutino · Tornimparte · Arena · Galatro (Largo Giudecca, Via Giudecca et Vico Primo Giudecca) · Martirano · Montalto Uffugo · Reggio de Calabre · Rossano (Piazza Giudecca et Via Giudecca) · Melito di Porto Salvo · Paola · Sarno · Naples · Somma Vesuviana · Argelato · Bologne · Imola · Longiano · Lugo · San Giorgio di Piano · Berra · Scandiano · Ro · Canale Monterano · Bomarzo · Filettino · Ronciglione · Lerici · Mornico Al Serio · Bagnolo San Vito · Brissago-Valtravaglia · Moglia · Viadana · Villimpenta · Urbin (via Monte degli Ebrei) · Camerino · Barchi · Gradara · Pesaro · Villimpenta · Acquasparta · Gualdo Tadino · Alexandrie (via Sale in Contrada Ebrei) · Niella-Belbo · Rivalta di Torino · San Francesco al Campo · Verolengo · Vicoforte · Ostuni (Passatoio dei Giudei) · San Severo · Trani · Alessano · Altamura (Claustro La Giudecca) · Carpignano Salentino · Gallipoli · Secli · Cursi · San Marino (viale Campo dei Giudei) · Alghero (Carrero des Hebreus) · Cagliari · Mineo · Naso · Trapani · Taormine · Livourne (Via Ebrei Vittime del Nazismo) · Villafranca in Lunigiana (Borgo degli Ebrei) · Anghiari · Cavallino-Treporti · Illasi · Marano di Valpolicella · Mogliano Veneto · Monselice · Nogarole Rocca · Pontecchio Polesine · Sorgà · Teolo · Trevenzuolo · Venise (Ghetto Vecchio, Campo di Ghetto Nuovo et Giudecca) · Vérone · Zimella · Riga · Kedainiai · Utena · Vilnius · Echt-Susteren · Hardenberg · Maastricht · Sittard-Geleen · Venlo · Vledderveen · Brzostek · Sanok · Grodzisk Wielkopolski · Poznań · Zbąszyń · Łęczyca · Grodzisk Mazowiecki · Bobowa · Nowy Wiśnicz · Tarnow · Łomża · Sandomierz · Gâmbia - Pontes - Alto da Guerra (Rua Vale de Judeus) · Marco de Canaveses · Miragaia (Porto) · Nabo · Viana do Alentejo (Adro dos Judeus) · Alenquer · Almada · Gondomar · Lisbonne · Marvila (Santarém) · Montemor-o-Velho · Santa Maria da Devesa · Santo Estêvão · Sintra · Triana · Ljubljana · Bonvillars · Martigny-Combe · Rarogne · Saint-Léonard · Soleure · Sursee · Bath, Somerset · Bradwell, Norfolk · Churchill (Somerset) · Dudley · Lewisham · Wiveliscombe · Wandsworth · Winscombe · Wiveliscombe · Canterbury · Londres (Jewry et Old Jewry) · Winchester |

### Jérusalem
Le Quartier juif est l'un des quatre quartiers traditionnels de la vieille ville de Jérusalem. Situé dans Jérusalem-Est, il se trouve dans la partie sud-est des murailles de la ville et s'étend depuis la Porte de Sion, au sud, puis longe le Quartier arménien, à l'ouest, jusqu'au Cardo, au nord, et jusqu'au mur Occidental et au mont du Temple, à l'est.

### Inde
Des documents attestent la présence de Juifs au Kerala en Inde depuis le Xe ou le XIe siècle. La synagogue Paradesi de Cochin date de 1568. Il existe toujours à Cochin une rue des Juifs (Jews Street) et une rue de la juiverie (Jew Town Road).

## Époque contemporaine
En français, le terme juiverie, hérité du Moyen Âge, devient péjoratif dès l'époque de l'affaire Dreyfus. Il désigne alors une supposée communauté juive secrète et influente, mais aussi une pratique considérée comme suspecte, faisant référence à l'usure. Le terme n'est plus utilisé aujourd'hui du fait de sa connotation antisémite. Les expressions juiverie internationale ou juiverie cosmopolite, couramment employées sous le régime de Vichy, ne désignent plus un lieu et ont à présent elles aussi une très forte connotation antisémite ; elles sont propres à l'extrême droite ainsi qu'aux théories conspirationnistes.